# Lustrochernes consocius
Lustrochernes consocius är en spindeldjursart som först beskrevs av R. V. Chamberlin 1925.  Lustrochernes consocius ingår i släktet Lustrochernes och familjen blindklokrypare. Inga underarter finns listade i Catalogue of Life.